# Новое Зелёное
Новое Зелёное — село в Старокулаткинском районе Ульяновской области России, в составе Зелёновского сельского поселения.

## Физико-географическая характеристика
Село находится в пределах Приволжской возвышенности, являющейся частью Восточно-Европейской равнины, на правом берегу реки Терешки (напротив устья реки Малая Терешка) на высоте около 100 метров над уровнем моря. Почвы - чернозёмы остаточно-карбонатные.
Село расположено примерно в 28 км по прямой в восточном направлении от районного центра посёлка городского типа Старая Кулатка. По автомобильным дорогам расстояние до районного центра составляет 35 км, до областного центра города Ульяновска - 230 км.
Часовой пояс
Новое Зелёное, как и вся Ульяновская область, находится в часовой зоне МСК+1. Смещение применяемого времени относительно UTC составляет +4:00.

## История
В Списке населённых мест Российской империи по сведениям за 1859 год упоминается как казённая деревня Новое Зелёное Хвалынского уезда Саратовской губернии, расположенная при речке Терешке по правую сторону тракта из Хвалынска в город Кузнецк (через село Елшанку) на расстоянии 40 вёрст от уездного города. В населённом пункте насчитывалось 55 дворов, проживали 201 мужчина и 248 женщин, имелась 1 мечеть.
Согласно переписи 1897 года в деревне Новое Зелёное (Татары) проживали 621 житель (294 мужчины и 327 женщин), все магометане.
Согласно Списку населённых мест Саратовской губернии 1914 года деревня Ново-Зеленовка относилась к Ново-Спасской волости. По сведениям за 1911 год в деревне насчитывалось 126 дворов, проживали 631 житель (257 мужчин и 374 женщины), имелись 2 мечети. В деревне проживали преимущественно бывшие государственные крестьяне, татары, составлявшие одно сельское общество.

## Население
| 2010 |
| ---- |
| 133  |

Динамика численности населения по годам:
| Годы      | 1859 | 1897 | 1911 | 1989 | 2002 |
| --------- | ---- | ---- | ---- | ---- | ---- |
| Население | 451  | 621  | 631  | ≈300 | 212  |

Национальный состав
Согласно результатам переписи 2002 года татары составляли 99 % населения села.